# Tapinocyba silvicultrix
Tapinocyba silvicultrix là một loài nhện trong họ Linyphiidae.
Loài này thuộc chi Tapinocyba. Tapinocyba silvicultrix được Kendo Saito miêu tả năm 1980.